# Foidonośne monzogabro
Foidonośne monzogabro – średnio- lub gruboziarnista zasadowa skała magmowa głębinowa. Jest skałą przejściową między foidonośnym monzonitem a foidonośnym gabrem. Zawiera 70–90% plagioklazów w stosunku do skaleni potasowych (10–30%), do 10% skaleniowców (foidów), 25–60% minerałów ciemnych. Na diagramie klasyfikacyjnym QAPF foidonośne monzogabro zajmuje wraz z foidonośnym monzodiorytem pole 9'.

## Skład mineralny
Plagioklazy (oligoklaz-andezyn), skaleniowce, pirokseny (augit, diopsyd, hipersten), ortoklaz, mikroklin, amfibole, oliwiny, biotyt. Minerały akcesoryczne: ilmenit, magnetyt, tytanit, rutyl, apatyt, granaty, korund.

## Cechy zewnętrzne
Barwa szara, szarozielona, zielona, zielonoczarna. Przełam nierówny, ziarnisty.

## Budowa wewnętrzna
Jawnokrystaliczna, równo-różnokrystaliczna, drobno-, średnio-, grubokrystaliczna, bezładna, rzadko kierunkowa, zbita.